# 索维亚克 (热尔省)
索维亚克（法語：Sauviac，法語發音：[sovjak]）是法国热尔省的一个市镇，属于米朗德区。

## 地理
索维亚克（43°24'18"N, 0°27'13"E）面积6.48 平方千米，位于法国奧克西塔尼大區热尔省，该省份为法国西南部内陆省份，北起顺时针与洛特-加龙省、塔恩-加龙省、上加龙省、上比利牛斯省、大西洋比利牛斯省和朗德省接壤。
与索维亚克接壤的市镇（或旧市镇、城区）包括：维奥藏、拉加尔德-阿尚、蒙托、圣埃利特、圣米歇尔。

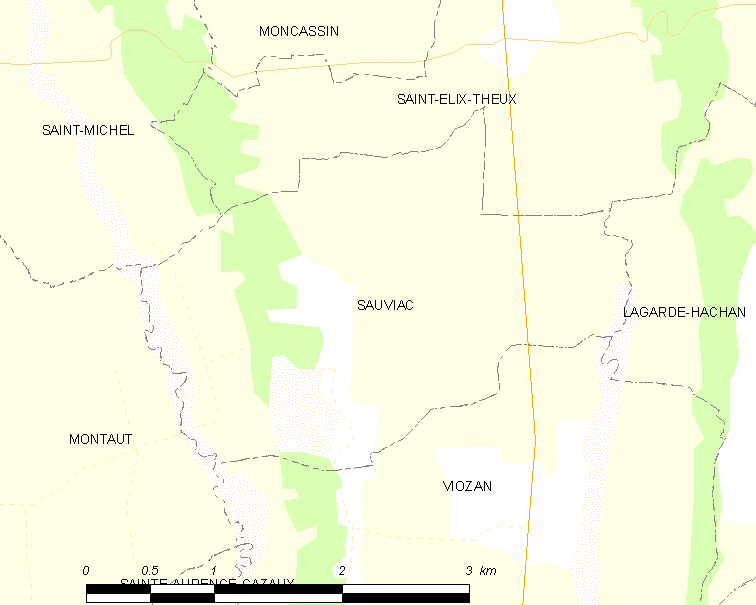
的OSM定位图

索维亚克的时区为UTC+01:00、UTC+02:00（夏令时）。

## 行政
索维亚克的邮政编码为32300，INSEE市镇编码为32419。

## 政治
索维亚克所属的省级选区为米朗德-阿斯塔拉克县。

## 人口

1962-2008年间人口变化图示

索维亚克于2022年1月1日时的人口数量为105人。